# Carles Pérez
Pour les articles homonymes, voir Perez.
Carles Pérez Sayol, né le 16 février 1998 à Granollers (province de Barcelone), est un footballeur espagnol qui joue au poste d'ailier à l'Aris Salonique, en prêt du Celta de Vigo.

## Biographie

### Débuts
Carles Pérez commence à jouer à Vilanova de la Roca, puis au CF Damm, avant de rejoindre l'Espanyol de Barcelone en 2008.

### FC Barcelone
En 2012, il est recruté par le FC Barcelone et intègre La Masia. Il débute avec le FC Barcelone B le 3 octobre 2015, lors d'un match de Segunda División B. Il jouera ainsi durant quatre saisons avec la deuxième équipe du Barça, marquant 12 buts en 54 matchs. Perez Sayol participera aussi à de nombreux matchs de Youth League avec le Barça (Ligue des champions des -23 ans)
Ernesto Valverde le fait débuter en Liga le 19 mai 2019, lors de la dernière journée face au SD Eibar, en remplaçant Malcom à la 73e minute (score 2-2),.
Le 25 août 2019 au Camp Nou, lors de la deuxième journée de championnat contre le Betis Séville, il connaît sa première titularisation en équipe première. Il a bénéficié des absences de Lionel Messi, Luis Suarez et d'Ousmane Dembélé pour être titularisé à droite de l'attaque barcelonaise au côté d'Antoine Griezmann. Lors de ce match, il inscrit son premier but en professionnels d'un tir du plat du pied  après avoir éliminé deux joueurs dans la surface de réparation.
Il est de nouveau titularisé lors du match suivant en Liga, et confirme son excellente prestation réalisée face au Bétis, en délivrant deux passes décisives. Ce qui n'empêchera pas le match nul face à Osasuna (2-2).
Du fait des blessures des cadres de l'équipe en attaque, il continue à être titularisé par Ernesto Valverde sur le côté droit de l'attaque blaugrana.
Le 27 septembre 2019, il prolonge son contrat avec le Barça pour deux ans supplémentaires.
Le 10 décembre 2019, il marque un but lors de son premier match en Ligue des champions (victoire 2 à 1 sur le terrain de l'Inter de Milan).

### AS Rome
Le 30 janvier 2020, Pérez rejoint en prêt l'AS Rome jusqu'à la fin de la saison avec une option d'achat obligatoire s'élevant à onze millions d'euros.
Il fait ses débuts le 1er février suivant, entrant en jeu à la place de Cengiz Ünder lors d'une défaite 2-4 contre l'US Sassuolo en Serie A. Le 20 février, Pérez est titulaire pour la première fois sous le maillot romain et inscrit l'unique but d'une victoire face à La Gantoise en seizième de finale de la Ligue Europa. Il se montre décisif durant un succès 4-0 contre Lecce le 23 février au cours duquel il délivre une passe à Kolarov.
À la fin de sa période de prêt, l'AS Roma utilise son option d'achat et s'offre l'espagnol contre 11 Millions d'Euros. Il est engagé dans la capitale italienne jusqu'en juin 2024.

### En équipe nationale
Avec les moins de 17 ans, il participe au championnat d'Europe des moins de 17 ans en 2015. Lors de cette compétition, il joue cinq matchs. L'Espagne atteint les quarts de finale du tournoi, en étant battue par l'Allemagne.

## Statistiques
| Saison                | Club                  | Championnat           | Championnat | Championnat | Championnat | Coupe(s) nationale(s) | Coupe(s) nationale(s) | Coupe(s) nationale(s) | Supercoupe | Supercoupe | Supercoupe | Compétition(s) continentale(s) | Compétition(s) continentale(s) | Compétition(s) continentale(s) | Compétition(s) continentale(s) | Total | Total | Total |
| Saison                | Club                  | Division              | M.          | B.          | P.d.        | M.                    | B.                    | P.d.                  | M.         | B.         | P.d.       | Comp.                          | M.                             | B.                             | P.d.                           | M.    | B.    | P.d.  |
| 2015-2016             | FC Barcelone B        | Segunda Division B    | 1           | 0           | 0           | -                     | -                     | -                     | -          | -          | -          | -                              | -                              | -                              | -                              | 1     | 0     | 0     |
| 2017-2018             | FC Barcelone B        | LaLiga 2              | 27          | 3           | 2           | -                     | -                     | -                     | -          | -          | -          | -                              | -                              | -                              | -                              | 27    | 3     | 2     |
| 2018-2019             | FC Barcelone B        | Segunda Division B    | 26          | 9           | 4           | -                     | -                     | -                     | -          | -          | -          | -                              | -                              | -                              | -                              | 26    | 9     | 4     |
| 2019-2020             | FC Barcelone B        | Segunda Division B    | 1           | 1           | 0           | -                     | -                     | -                     | -          | -          | -          | -                              | -                              | -                              | -                              | 1     | 1     | 0     |
| Sous-total            | Sous-total            | Sous-total            | 55          | 13          | 6           | 0                     | 0                     | 0                     | 0          | 0          | 0          | -                              | 0                              | 0                              | 0                              | 55    | 13    | 6     |
| 2018-2019             | FC Barcelone          | Liga                  | 1           | 0           | 0           | -                     | -                     | -                     | -          | -          | -          | C1                             | -                              | -                              | -                              | 1     | 0     | 0     |
| 2019-2020             | FC Barcelone          | Liga                  | 10          | 1           | 3           | 1                     | 0                     | 0                     | -          | -          | -          | C1                             | 1                              | 1                              | 0                              | 12    | 2     | 3     |
| Sous-total            | Sous-total            | Sous-total            | 11          | 1           | 3           | 1                     | 0                     | 0                     | 0          | 0          | 0          | -                              | 1                              | 1                              | 0                              | 13    | 2     | 3     |
| 2019-2020             | AS Rome (prêt)        | Serie A               | 14          | 1           | 3           | -                     | -                     | -                     | -          | -          | -          | C3                             | 3                              | 1                              | 0                              | 17    | 2     | 3     |
| 2020-2021             | AS Rome               | Serie A               | 21          | 2           | 2           | 1                     | 0                     | 0                     | -          | -          | -          | C3                             | 9                              | 1                              | 1                              | 31    | 3     | 3     |
| 2021-2022             | AS Rome               | Serie A               | 19          | 1           | 1           | 1                     | 0                     | 0                     | -          | -          | -          | C4                             | 8                              | 2                              | 0                              | 28    | 3     | 1     |
| Sous-total            | Sous-total            | Sous-total            | 54          | 4           | 6           | 2                     | 0                     | 0                     | 0          | 0          | 0          | -                              | 20                             | 4                              | 1                              | 76    | 8     | 7     |
| 2022-2023             | Celta de Vigo (prêt)  | Liga                  | 36          | 3           | 5           | 2                     | 2                     | 1                     | -          | -          | -          | -                              | -                              | -                              | -                              | 38    | 5     | 6     |
| 2023-2024             | Celta de Vigo         | Liga                  | 10          | 0           | 0           | 3                     | 2                     | 0                     | -          | -          | -          | -                              | -                              | -                              | -                              | 13    | 2     | 0     |
| Sous-total            | Sous-total            | Sous-total            | 46          | 3           | 5           | 5                     | 4                     | 1                     | 0          | 0          | 0          | -                              | 0                              | 0                              | 0                              | 51    | 7     | 6     |
| Total sur la carrière | Total sur la carrière | Total sur la carrière | 166         | 21          | 20          | 8                     | 4                     | 1                     | 0          | 0          | 0          | -                              | 21                             | 5                              | 1                              | 195   | 30    | 22    |

## Palmarès

### En club
FC Barcelone
- Champion d'Espagne en 2019

 AS Rome
- Ligue Europa Conférence en 2022